# 民主兵工廠

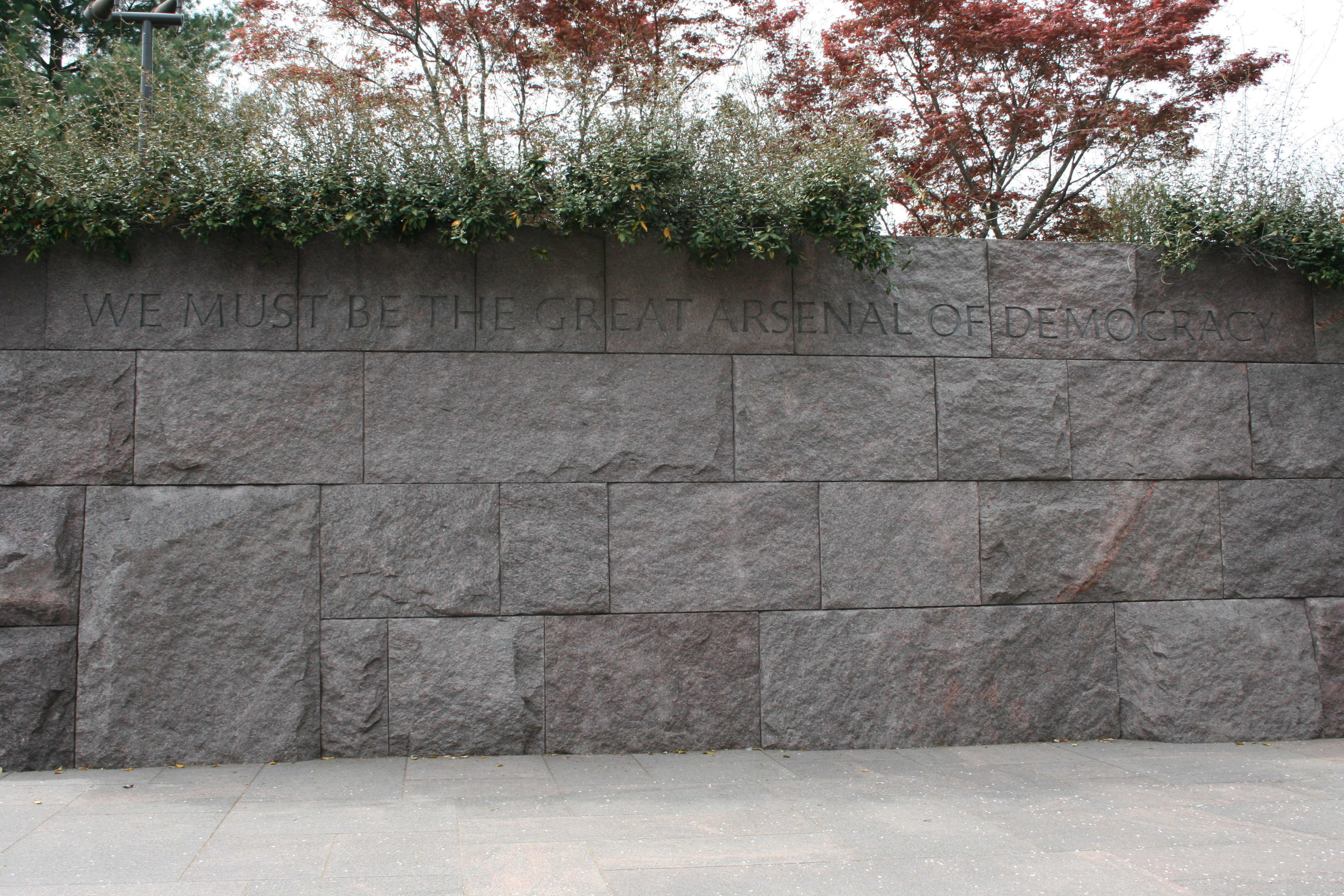
小羅斯福在1940年12月29日炉边谈话的「民主兵工廠」一詞刻在富蘭克林德拉諾羅斯福紀念館的石頭上

民主兵工廠（英語：Arsenal of Democracy）或是民主國家的兵工廠是小羅斯福在1940年12月29日爐邊談話的核心口號。他承諾在美國未實際參戰的情形下軍事援助英国對抗納粹德國。他在珍珠港事件的前一年宣告這項意圖，當時德國佔領大部分歐洲以及威脅英國。
納粹德國結盟法西斯義大利與大日本帝国也就是轴心国，當時德國與苏联簽署苏德互不侵犯条约以及共同參與波蘭戰役，這項现实政治協議直到巴巴羅薩行動為止。
為了全面對抗納粹德國與大日本帝國，他號召美國人民一同支援歐洲盟國以及低程度支援中華民國。「民主國家的龐大兵工廠」成為美國工業軍援參戰盟國的專有口號。
這個口號代表美國工業共同軍援盟國的集體成就，軍援物資的供應商集中在美國的工業城市，例如底特律、克利夫兰、費城、水牛城、羅徹斯特、芝加哥、纽约、匹兹堡。

## 來源
1918年道布尔戴出版社副總裁赫伯特·雪曼·休士頓發表一篇專門分析第一次世界大战的文章名為「阻止新戰爭」，他表示美國企業是「民主捍衛者」，而新闻自由是「民主兵工廠的最有效武器之一」。
把美國當成兵工廠的概念是源自於劇作家罗伯特·E·舍伍德，1940年5月12日纽约时报引用他的話「這個國家已經是，實際上，是一座民主盟國的兵工廠」。雖然法國經濟學家让·莫内在1940年也引用過，但是美國大法官费利克斯·弗兰克福特勸告他不要再引用，所以小羅斯福可以引用到爐邊談話的演說。這句口號最後被人們認為是源自於小羅斯福的演說。可能是哈里·霍普金斯向小羅斯福提議這句口號。還有一個說法是小羅斯福引用威廉·西格紐斯·克努森的談話。

## 衝擊

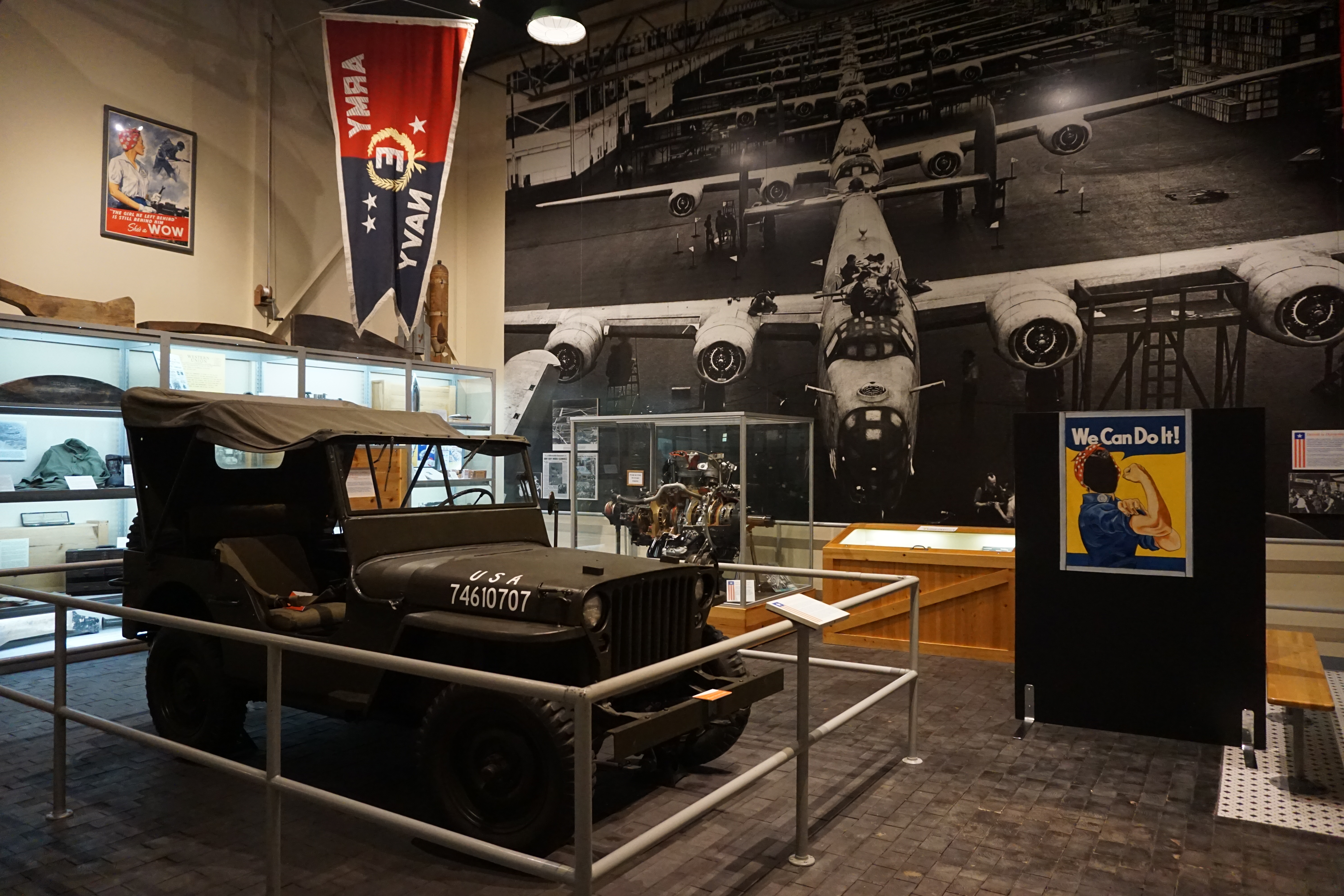
Library of Michigan的民主兵工廠歷史展示區

當時演講反映了美國對於加入二戰的看法，同時也代表美國自加入一戰後主導战间期外交政策的孤立主义與不干預主義正朝向衰落。雖然當時人們認為表面上看似強大的美國海軍可以保證西半球的國防安全不受侵犯，但是不包括美国海岸警卫队人數統計的美国军队只有458,365人（美国陆军259,028人、美國海軍160,997人、美国海军陆战队28,345人）。演講後隔年的美軍總人數接近原先的四倍也就是1,801,101人（美國陸軍1,462,315人、美國海軍284,437人、美國海軍陸戰隊54,359人）。
| 演講 時間 | 總人數    | 陸軍      | 海軍    | 海軍 陸戰 |
| --------- | --------- | --------- | ------- | --------- |
| 之前      | 458,365   | 259,028   | 160,997 | 28,345    |
| 隔年      | 1,801,101 | 1,462,315 | 284,437 | 54,359    |

加強軍援盟國的政策包括1939年9月現購自運政策與1940年9月驅逐艦換基地協議都已逐漸取代以前的1930年代中立法。演講後幾個月也就是1941年3月開始實施租借法案。演講後還不到一年，1941年12月發生珍珠港事件，事件發生後美國立即加入二戰。

## 其他引用
- 乔·拜登：「就像二戰一樣，今天，愛國的美國工人正在建立民主兵工廠也為了自由理想而服務」[12][13][註 3]